# Karl Könitzer
Karl Könitzer (1854 - 1915) was een Zwitsers politicus.
Hij was een partijloos politicus en lid van de Regeringsraad van het kanton Bern. Van 1 juni 1909 tot 31 mei 1910 was hij voorzitter van de Regeringsraad (dat wil zeggen regeringsleider) van het kanton Bern.